# Exércitos romenos na Batalha de Estalinegrado

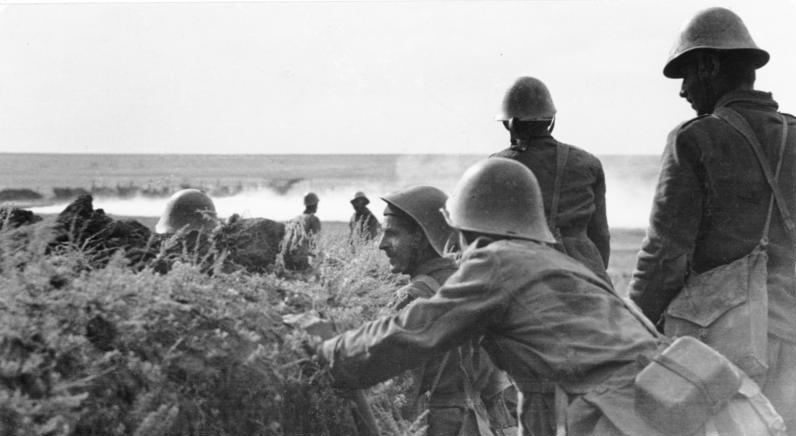
Militares romenos durante a segunda guerra mundial.

Durante a Batalha de Estalinegrado, a Roménia participou com dois exércitos, o Terceiro e o Quarto, para ajudar na protecção dos flancos norte e sul, respectivamente, do 6.º Exército alemão (Wehrmacht), à medida que este tentava conquistar a cidade de Estalinegrado, defendido pelo Exército Vermelho russo, durante a segunda metade de 1942. Sem grande capacidade de combate e pouco equipadas, estas forças não conseguiram bloquear a ofensiva soviética de Novembro a qual penetrou em ambos os flancos, e deixou o 6.º Exército alemão cercado em Estalinegrado. Os romenos sofreram pesadas baixas, o que lhes causou a total perda de capacidade de combate na Frente Oriental até ao fim da guerra.